# Липины-Дольне
Липи́ны-До́льне (пол. Lipiny Dolne) — деревня в Билгорайском повете Люблинского воеводства Польши. Входит в состав гмины Поток-Гурны. Находится примерно в 23 км к юго-западу от центра города Билгорай. По данным переписи 2011 года, в деревне проживало 1086 человек.
Деревня расположена на Тарногродском плато, на реке Боровина. Ближайший город — Лежайск — находится на расстоянии 22 км, а ближайший центр воеводства — Жешув — на расстоянии 66 км.

## История
Основана в конце XVI века. Входила в состав Замойской ординации. Название деревни происходит от липовых деревьев, когда-то во множестве росших здесь. В 1612 году функционировал униатский храм.
В Липины-Дольне работают две школы: начальная школа имени святого Франциска Ассизского и публичная гимназия (Publiczne Gimnazjum). Обе находятся в одном здании, построенном в 1850-е годы на средства Яна Печонка, иммигранта из Канады. В селе также расположены: филиал библиотеки и филиал Почты Польской. С 1926 года в деревне функционирует Добровольная пожарная служба.
В 1975—1998 годах деревня входила в состав Замойского воеводства.
В деревне есть несколько старых деревьев со статусом памятников природы, также есть несколько придорожных крестов.

## Население
Демографическая структура по состоянию на 31 марта 2011 года:
|         | Всего | До трудоспособного возраста | Трудоспособного возраста | Старше трудоспособного возраста |
| ------- | ----- | --------------------------- | ------------------------ | ------------------------------- |
| Мужчины | 531   | 115                         | 349                      | 67                              |
| Женщины | 555   | 102                         | 294                      | 159                             |
| Всего   | 1086  | 217                         | 643                      | 226                             |